# Buch der Weisheit
| Lehr- bzw. Weisheitsbücher des Alten Testaments |
| --- |
| - Ijob (Hiob, Job) - Buch der Psalmen - Buch der Sprichwörter (Sprüche) - Kohelet (Prediger) - Hoheslied - Buch der Weisheit (katholisch und griech.-orthodox) - Jesus Sirach (Ecclesiasticus) (katholisch und griech.-orthodox) - Gebet des Manasse (griech.-orthodox) Namen nach dem ÖVBE. Pseudepigraphen der Septuaginta sind kursiv gesetzt. |

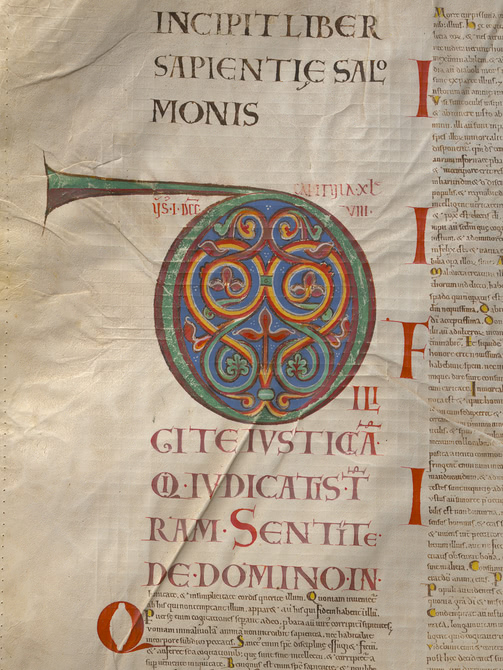
Beginn des Buchs Sapientia Salomonis im Codex Gigas, 13. Jahrhundert

Das Buch der Weisheit oder auch die Weisheit Salomos (abgekürzt Weish oder SapSal als Abkürzung von lateinisch Sapientia Salomonis) gehört zu den sogenannten Spätschriften des Alten Testaments. Seine Besonderheit besteht darin, dass es einerseits von einem hellenistisch geprägten Juden verfasst wurde, andererseits aber im Judentum nie den Status einer heiligen Schrift hatte. Seine Wirkungsgeschichte entfaltete es nur im Christentum, wo es seit der Spätantike als Teil der Septuaginta betrachtet wird. Innerhalb der Septuaginta ist das Weisheitsbuch ein Spätling und reicht fast an die Zeit des Neuen Testaments heran. Diese zeitliche Nähe erklärt auch inhaltliche Bezüge zwischen der Weisheit und dem Neuen Testament.
Als ursprünglich in griechischer Sprache abgefasstes Buch wurde es nicht in den jüdischen Tanach aufgenommen. In der Frage, ob das Buch der Weisheit als kanonisch, d. h. verbindlich, anzusehen sei, folgen die Römisch-katholische Kirche und die Griechisch-orthodoxe Kirche der Tradition der Septuaginta, der Protestantismus dagegen der masoretischen Tradition.

## Name und Stellung im Kanon
Im Judentum gehörte das Buch der Weisheit nie zu einer autoritativen Schriftensammlung. Das rabbinische Judentum rezipierte die Schrift überhaupt nicht, so dass ihre Wirkungsgeschichte auf das Christentum beschränkt war.
Das Buch der Weisheit wurde in der Alten Kirche hoch geschätzt. Das spiegelt sich auch darin, dass es in einem Kanonverzeichnis unter den neutestamentlichen Schriften aufgeführt wird, nämlich im Canon Muratori (nach dem Brief des Judas und zwei Johannesbriefen, vor der Johannes- und der Petrusapokalypse): „die Weisheit, die von Freunden Salomos zu dessen Ehre geschrieben ist“.
In vielen Septuaginta-Handschriften trägt das Buch den Titel altgriechisch Σοφία Σαλωμῶνος Sophía Salōmỗnos „Weisheit Salomos“ (gelegentlich auch: „Die allvorzügliche Weisheit Salomos“) und ist zwischen dem Hohenlied und Jesus Sirach eingeordnet. In der lateinischen Tradition lautet der Titel dagegen einfach Liber Sapientiae „Buch der Weisheit.“ Hieronymus betrachtete die Weisheit nicht als Teil des AT und übersetzte sie nicht. Die Vulgata übernahm sie in der Textform der Vetus Latina und ordnete sie am Ende der Salomo zugeschriebenen Schriften ein (ebenfalls nach dem Hohenlied, vor Sirach).
In der Lutherbibel hat das Buch den Titel Die Weisheit Salomos und befindet sich unter den Apokryphen zwischen den Büchern Judit und Tobit. Die Neuübersetzung der Zürcher Bibel erschien 2007, zunächst ohne die Apokryphen. Erst 2009 wurde mit deren Übersetzung begonnen. 2019 war die Übersetzung abgeschlossen und im Separata-Band «Deuterokanonische Schriften» publiziert. Der darin verwendete Titel lautet «Das Buch der Weisheit Salomos».

## Salomofiktion
Nach 1 Kön 5,9–14  ist Salomo der Inbegriff eines weisen Königs. Der Ruf seiner überragenden Weisheit lässt sogar die Königin von Saba aus einem exotischen fernen Land anreisen, so 1 Kön 10,1–13 . Salomo verdankt sein „weises und verständiges Herz“ nicht einer besonders guten Bildung, sondern dies wurde ihm auf seine Bitte hin von Gott geschenkt, so die Schlüsselszene 1 Kön 3,5–15 . Deshalb wurden mehrere weisheitliche Schriften sowohl des hebräischen als auch des Septuaginta-Kanons unter die Verfasserschaft Salomos gestellt. Charakteristisch ist, dass andere Salomotraditionen (Salomo als Thronnachfolger, als Erbauer des Tempels, als sagenhaft reicher Herrscher) für diese Weisheitsschriften keine Rolle spielen. Das ist auch beim Weisheitsbuch zu beobachten.
In hellenistischer und römischer Zeit war der biblische Salomo für gebildete Juden und später auch Christen sehr interessant, da er einerseits die ganze Weisheit Israels verkörperte, andererseits aber offen war für Bildungstraditionen der Umwelt und sozusagen als „Mischung aus Sokrates und Solon“ interpretiert werden konnte.

## Verfasser, Entstehungszeit und -ort
Textbeobachtungen, die für eine längere Entstehungsgeschichte sprechen, stehen neben solchen, die das Weisheitsbuch als planvolle Komposition erscheinen lassen. Dieser Befund wird unterschiedlich erklärt: Vielleicht handelt es sich um einen Autor, der über längere Zeit an diesem Werk arbeitete. Vielleicht war es auch keine einzelne Autorenpersönlichkeit, sondern eine Verfassergruppe. Vielleicht arbeiteten mehrere Redaktoren nacheinander an diesem Text.
Allgemein wird eine Entstehung in Alexandria um die Zeitenwende (zwischen dem letzten Viertel des 1. Jahrhunderts v. Chr. und der ersten Hälfte des 1. Jahrhunderts n. Chr.) angenommen. In Weish 6,3  fällt der Begriff altgriechisch κράτησις krátēsis „Herrschaft“. Als Octavian am 1. August 30 v. Chr. nach dem Sieg über Antonius und Kleopatra die Herrschaft in Ägypten antrat, wurden Dokumente nach dieser neuen Ära der krátēsis datiert. Wenn das Weisheitsbuch darauf anspielt, wurde es nach diesem Datum verfasst. Da Paulus von Tarsus das Weisheitsbuch zu kennen scheint, ist es wahrscheinlich vor den Paulusbriefen verfasst worden.
Für Alexandria als Abfassungsort sprechen neben der Ähnlichkeiten mit Philon die hellenistische Stadtkultur, die philosophische und literarische Bildung, an der das Buch partizipiert, die Kenntnis von Mysterienreligionen und die polemische Auseinandersetzung speziell mit Erscheinungsformen der ägyptischen Religion.

## Adressaten
Das Weisheitsbuch ist an Richter, Könige und Herrscher gerichtet. Das ist eine literarische Fiktion. Das „würde dem Verfasser eine kaum überbietbare Naivität zuschreiben: Gegenüber nichtjüdischen Herrschern und Königen wäre die Argumentation des Verfassers und seine Darstellung der kritisierten Auffassungen und Verhaltensweisen weder für eine politische noch für eine philosophische Diskussion geeignet.“ Tatsächlich setzt es Leser voraus, die die Septuaginta so gut kennen, dass sie die zahlreichen Anspielungen darauf verstehen.

## Gattung, Sprache und Stil
Das Buch der Weisheit ist in poetischer Sprache verfasst und der hellenistischen Gattung des Logos protreptikos zuzuordnen, d. h. es ist eine Werbeschrift für eine bestimmte Lebensführung. Im Buch begegnen weitere Gattungen: das Enkomion, die Reihung von Beispielen und die vergleichende Gegenüberstellung (Synkrisis).
Es handelt sich nach einhelliger Meinung der Forschung um ein griechisch verfasstes Werk, für das es keine hebräische oder aramäische Vorlage gab.
Ebenso wie die Schriften des Neuen Testaments ist das Weisheitsbuch in Koine-Griechisch verfasst und sprachlich von den älteren Teilen der Septuaginta beeinflusst. Beispiele für diese bibelgriechische Tradition sind die Vorliebe für die Parataxe sowie die Verwendung des Parallelismus membrorum im Weisheitsbuch. Darüber hinaus bewegt sich der Verfasser aber in einem gebildeten Milieu, in dem man bewusst an das klassische Griechisch anknüpfte. Damit steht er Philon von Alexandria nahe. Ein Beispiel dafür, dass der Verfasser des Weisheitsbuchs und Philon einen gemeinsamen kulturellen Hintergrund haben:
- „Der Gerechte (δίκαιος) aber wird, wenn er früh stirbt, in der Ruhe (ἐν ἀναπαύσει) sein.“ (Weish 4,7 LUT, Übersetzung: Septuaginta Deutsch)
- „Daher schildert er … den Liebling Gottes und Freund der Tugend, der in der Sprache der Hebräer Noah heisst, in der Sprache der Hellenen Ruhe oder der Gerechte (ἀναπαύσις ἣ δίκαιος), Bezeichnungen, die für den Weisen sehr passend sind.“ (Philon: De Abrahamo 27)

Auffällig ist der reichhaltige Wortschatz des Weisheitsbuchs: mehr als 1700 verschiedene Wörter bei einem Gesamtbestand von etwa 7000 Wörtern. Zahlreiche Wörter, die in der Septuaginta sonst nicht vorkommen, sind ein Indiz für eine gute Schulbildung des Verfassers, denn sie finden sich bei Homer, den Tragikern (Aischylos, Sophokles, Euripides) und Platon, also im literarischen Kanon des hellenistischen und dann auch römischen Schulunterrichts. Ein Beispiel für seine Vertrautheit mit den Klassikern liefert der Verfasser mit folgender Passage: 

„Als nämlich tiefes Schweigen das All umfing und die Nacht in ihrem Lauf die Mitte erreicht hatte, sprang dein allmächtiges Wort vom Himmel, vom königlichen Thron, ein schroffer Krieger mitten in das verderbenbringende Land; als scharfes Schwert trug es deine unerbittliche Anordnung, trat hin und erfüllte das All mit Tod, und es berührte zwar den Himmel, ging aber auf der Erde.“

Man wird hier einerseits an die Argonautika des Apollonios von Rhodos, andererseits an die Ilias erinnert.
Eine Vorliebe für Parataxe heißt nicht, dass das Weisheitsbuch eine schlichte Syntax böte. Im Gegenteil präsentiert der Verfasser im Proömium eine Kostprobe eines kunstvoll gebauten parataktischen Satzes (mehrere Homoioteleuta, Chiasmus) und entspricht damit den Erwartungen antiker Leser, die gerade in der Eröffnung eines Textes solche Feinheiten zu schätzen wussten. Insgesamt ist die Abfolge von Aussagen und Begründungen kennzeichnend, was den Eindruck logischer Argumentation erweckt. Es fällt dann auf, wenn der Autor dieses Schema verlässt, um eine weit gespannte Satzperiode einzufügen. So erzeugt er Spannung und gibt bestimmten Aussagen mehr Gewicht.

## Inhalt
Das Buch der Weisheit lässt sich in drei Hauptteile gliedern:
- Erster Hauptteil: Weish 1,1–6,21. Hier findet sich eine Ringstruktur. Der äußere Rahmen mahnt, gerecht zu leben und Gott zu suchen. Der innere Rahmen erwägt das Schicksal des Gottlosen. Im Zentrum der Komposition stehen die Kapitel 3 und 4. Hier bekräftigt der Verfasser, dass die Gerechten in Gottes Hand seien und ihren Lohn empfingen, auch wenn sie beispielsweise jung sterben oder kinderlos bleiben.[21]
- Zweiter Hauptteil: Weish 6,22–11,1. Den Mittelteil des Werks bildet ein Lobpreis der Weisheit (Enkomion). Das Ich bezeichnet sich als Mensch, wie alle Menschen sind. Aber er habe Gott um Weisheit gebeten (hier identifiziert sich das Ich zwar nicht ausdrücklich mit Salomo, erwartet wird aber offenbar, dass der Leser diese Gleichsetzung vollzieht). Gott verleihe Weisheit. Diese wird als Emanation Gottes beschrieben, außerdem als Gottes Geliebte, Partnerin und Eingeweihte in Gottes Mysterien. Das Ich wünscht, mit dieser Weisheit zusammenzuleben; dies mündet in ein großes Gebet um Weisheit. Abschließend wird die Weisheit hymnisch als Retterin der Menschen gefeiert, was mit Anspielungen auf die Erzählungen in den Büchern Genesis und Exodus erläutert wird.[22]
- Dritter Hauptteil: Weish 11,2–19,22. Hier wird an die Rettungsgeschichte vom Auszug aus Ägypten erinnert und sie nacherzählt. Manches erinnert an Midraschim der rabbinischen Literatur. Der Verfasser findet in der Exodus-Erzählung folgende Leitgedanken: Der Lohn der Gerechten und die Strafe der Gottlosen stehen in einem Entsprechungsverhältnis. Die Art der Strafe ergibt sich aus der Art der Sünde. Darin eingeschaltet ist ein Exkurs über das Verhältnis von Gottes Barmherzigkeit zu seiner Gerechtigkeit. Gott sei barmherzig und liebe seine Geschöpfe, aber er strafe die Gottlosen und Götzendiener. Als Epilog wird der Gedanke formuliert, dass Gott die Ägypter der Exodus-Generation wegen ihres Fremdenhasses bestrafte. Er sei damals und zu jeder Zeit Israels rettender Gott.[23] Es wird in der Forschung diskutiert, ob der Fremdenhass der Ägypter ein literarischer Topos ist oder ob der Autor hier Erfahrungen der jüdischen Bevölkerung Alexandrias aufnimmt.[10]

## Themen
Gott ist für den Verfasser des Weisheitsbuchs Schöpfer der Welt und Lenker der Geschichte, er kann auch als Vater angeredet werden (Weish 2,16 , Weish 14,3 ). Eschatologische Vorstellungen sind im Hintergrund präsent, werden aber nur angedeutet. Unter den Schriftrollen vom Toten Meer befindet sich mit 4QInstruction ein Werk, das zeigt, wie ein eschatologisches Weltbild und weisheitliche Lebenslehre miteinander kompatibel waren. Kein Buch der Bibel vertritt so explizit wie die Weisheit Salomos die Lehre der Unsterblichkeit der Seele (Weish 3,1 ).

## Wirkungsgeschichte

### Urchristentum
Die Ähnlichkeiten zwischen dem Buch der Weisheit und dem Neuen Testament haben unterschiedliche Gründe. Zum Teil sind sie durch die zeitliche Nähe erklärbar. Paulus von Tarsus teilt mit dem Verfasser des Weisheitsbuchs einen gemeinsamen kulturellen Hintergrund, was die Berührungspunkte zwischen Weish 13,1–18  und Röm 1,18–32  verständlich macht. Paulus unterscheidet sich aber von der Weisheitsschrift darin, dass er Weisheit und Gerechtigkeit Gottes von Jesus Christus her neu interpretiert. Der Christushymnus des Kolosserbriefs nimmt Motive aus Weish 7,22ff.  und den Sprüchen Salomos auf. Im Hebräerbrief gibt es ein Zitat aus der Weisheit Salomos:
Die Weisheit „ist ein Abglanz des ewigen Lichts und ein fleckenloser Spiegel des göttlichen Wirkens und ein Bild seiner Güte.“ (Weish 7,26 )
Der Sohn Gottes „ist der Abglanz seiner Herrlichkeit und das Ebenbild seines Wesens und trägt alle Dinge mit seinem kräftigen Wort“ Hebr 1,3 .

### Alte Kirche
Die Liste der AT-Schriften von Melito von Sardes umfasst 22 Schriften, wobei er sich bei einer Reise nach Israel erkundigt hatte. Seine Liste schließt sich an den jüdischen Kanon an; die Weisheit Salomos fehlt daher.
Als Verfasser des Weisheitsbuchs galt bei den Autoren der Alten Kirche meist Salomo, gelegentlich auch Philon von Alexandria. Augustinus von Hippo referierte die Ansicht, wonach Salomo die Bücher Jesus Sirach und Weisheit geschrieben habe, „aber es gibt eine feste Tradition, dass Jesus Sirach sie [beide] verfasst hat.“ Weil man glaubte, Salomo sei der Verfasser, galt das Weisheitsbuch als Heilige Schrift; Origenes, der wusste, dass das Weisheitsbuch nicht im hebräischen Kanon enthalten war, behandelte es getrennt von den drei hebräischen Salomoschriften (Buch der Sprüche, Kohelet und Hoheslied), äußerte auch Bedenken gegen die salomonische Verfasserschaft, betrachtete das Buch aber trotzdem als kanonisch. In seiner Auslegung des ersten Psalms schrieb Origenes, „dass es nach der Überlieferung der Hebräer 22 biblische Bücher gibt“. Diese Liste orientiert sich am jüdischen Kanon, die Weisheit fehlt darin. Eusebius von Caesarea nennt diese Liste des Origenes „ein Verzeichnis der heiligen Bücher des Alten Testaments“.
Athanasius nannte das Weisheitsbuch in seinem Osterfestbrief von 367 unter den Büchern, die nicht zur Heiligen Schrift gerechnet werden und nicht kanonisch sind; er gibt an, es wird für neu Hinzutretende empfohlen, die in der Lehre unterrichtet werden wollen.

### Mittelalter
„Alles hast du nach Maß und Zahl und Gewicht geordnet.“

Im Mittelalter wurde aus diesem Vers, den man mit der Auslegung des Augustinus las, abgeleitet, dass Gott den Kosmos nach mathematischen Gesetzen geordnet habe. Darauf bezog sich sowohl die Ordo-Lehre der Scholastik als auch die Baukunst der Gotik.

### Textausgaben
- Alfred Rahlfs, Robert Hanhart: Septuaginta: Id Est Vetus Testamentum Graece Iuxta LXX Interpretes. Deutsche Bibelgesellschaft, Stuttgart 2006, ISBN 3-438-05119-2.
- Joseph Ziegler: Sapientia Salomonis. (= Septuaginta: Vetus Testamentum Graecum. Band 12/1). 2. Auflage. Vandenhoeck & Ruprecht, Göttingen 1980.
- Wolfgang Kraus, Martin Karrer (Hrsg.): Septuaginta Deutsch. Das griechische Alte Testament in deutscher Übersetzung. Deutsche Bibelgesellschaft, Stuttgart 2009, ISBN 978-3-438-05122-6. (Wissenschaftliche Übersetzung des Buchs Sophia Salomonos durch Helmut Engel.)
- Felix Albrecht: Die Weisheit Salomos übersetzt und eingeleitet. (Kleine Bibliothek der antiken jüdischen und christlichen Literatur), Göttingen 2015, ISBN 978-3-525-53464-9.
- Dieter Georgi: Weisheit Salomos (= Jüdische Schriften aus hellenistisch-römischer Zeit. Band 3/4). Gütersloher Verlagshaus, Gütersloh 1980.
- Zürcher Bibel - Separata Deuterokanonische Schriften. Theologischer Verlag Zürich, 2019, ISBN 978-3-85995-258-4.

### Überblicksdarstellungen
- Michael Lattke: Salomoschriften I. Weisheit Salomos. In: Religion in Geschichte und Gegenwart (RGG). 4. Auflage. Band 7, Mohr-Siebeck, Tübingen 2004, Sp. 805–806.
- Silvia Schroer: Das Buch der Weisheit. In: Christian Frevel (Hrsg.): Einleitung in das Alte Testament. 9., aktualisierte Auflage. Kohlhammer, Stuttgart 2016, ISBN 978-3-17-030351-5, S. 488–501.
- Markus Witte: Die Weisheit Salomos (Sapientia Salomonis). In: Jan Christian Gertz (Hrsg.): Grundinformation Altes Testament. 6., überarbeitete und erweiterte Auflage. Vandenhoeck & Ruprecht, Göttingen 2019, ISBN 978-3-8252-5086-7, S. 540–550.

### Kommentare
- Helmut Engel: Das Buch der Weisheit. (= Neuer Stuttgarter Kommentar. Band 16), Stuttgart 1998, ISBN 3-460-07161-3.
- Hans Hübner: Die Weisheit Salomos. (= Das Alte Testament Deutsch. Apokryphen, Band 4), Göttingen 1999, ISBN 3-525-51404-2.
- Luca Mazzinghi: Weisheit (= Internationaler exegetischer Kommentar zum Alten Testament (IEKAT)). Verlag W. Kohlhammer, Stuttgart, 2018, ISBN 978-3-17-022424-7.

### Monographien, Sammelbände, Zeitschriftenartikel
- Martina Kepper: Hellenistische Bildung im Buch der Weisheit. Studien zur Sprachgestalt und Theologie der Sapientia Salomonis. De Gruyter, Berlin / New York 1999. ISBN 3-11-016406-X.
- Karl-Wilhelm Niebuhr et al. (Hrsg.): Sapientia Salomonis (Weisheit Salomos) (= SAPERE. Band 27). Mohr Siebeck, Tübingen 2015. ISBN 978-3-16-152808-8. (online)
- Hermann Spieckermann: Der Gerechten Seelen sind in Gottes Hand. Das Buch der Sapientia Salomonis. In: ders. (Hg.): Lebenskunst und Gotteslob in Israel. Anregungen aus Psalter und Weisheit für die Theologie. (FAT 91), Tübingen 2014, S. 141–164.